# Innocenzo dell'Immacolata
Sant' Innocenzo dell'Immacolata C.P., al secolo Manuel Canoura Arnau (Santa Cecilia del Valle de Oro, 10 marzo 1887 – Turón, 9 ottobre 1934), è stato un presbitero e religioso spagnolo.
Fu proclamato martire e santo da Giovanni Paolo II.

## Biografia
Nacque il 10 marzo 1887 a Santa Cecilia del Valle de Oro. All'età di 14 anni decise di diventare un passionista così entrò nel seminario di Peñafiel, nei pressi di Valladolid. Divenne membro della congregazione nel 1905 prendendo il nome di Innocenzo dell'Immacolata. Studiò poi filosofia, teologia ed altre materie ecclesiastiche a Deusto.
A Mieres, non lontano da Turón, nel 1910 divenne suddiacono, quindi diacono nel 1912 e infine venne ordinato sacerdote nel 1920. Da sacerdote predicò e insegnò in alcune scuole.
Il 5 ottobre 1934, un gruppo di miliziani fece irruzione nella scuola dei Fratelli delle scuole cristiane a Turón, dove Innocenzo insegnava in quel periodo e faceva da confessore per gli allievi, e catturarono Innocenzo insieme con otto lasalliani. Vennero quindi incarcerati nella cosiddetta "Casa del Popolo" e condannati a morte dal comitato rivoluzionario perché questi avevano una certa influenza in paese, dato che tutti mandavano i loro figli alla loro scuola. Il 9 ottobre vennero condotti al cimitero della città, schierati davanti alle loro fosse e quindi fucilati, compreso Innocenzo.
Sant'Innocenzo e i nove lasalliani furono beatificati il 19 aprile 1990 da papa Giovanni Paolo II, che li canonizzò il 21 novembre 1999.